# Maurice Fétu
Maurice Fétu (1885–1966) was een architect actief in Gent.
Hij volgde zijn opleiding bij de Luikse architect Paul Jaspar en verhuisde in 1915 naar Gent.

## Architectuur
Zijn architecturaal oeuvre omvat woningen (waaronder rijwoningen en villa’s), fabrieken, bureaus, cafés… Hij werkte hoofdzakelijk in de Franse neostijlen: neorococo, neorégence en neoclassicisme. Ook elementen van neorenaissance vinden we terug in zijn ontwerpen. Verschillende woningen in het Miljoenenkwartier in Gent werden door Fétu ontworpen in jaren 1920.
De architect ontwierp ook diverse winkelgevels en -etalages, zoals de Ganterie Samdam aan de Veldstraat en de Bijouterie Sauvage aan de Walpoortstraat. In 1922 ontwierp hij een imposant herenhuis aan de Zonnestraat in Gent; het werd ontworpen om te dienen als naaiatelier. Het gebouw werd in 2013-2016 gerestaureerd werd door Karuur Architecten en huisvest nu de winkel A.S. Adventure.
Fétu werkte met materialen zoals donker marmer, smeedwerk en glas. In de vormgeving zijn vaak Art Deco-invloeden terug te zien. 
Maurice Fétu was tevens de architect voor het industrieel gebouw van de toonzaal van garagebedrijf Ford in Gent, gelegen aan het Sint-Michielsplein, voor aannemer NV Serck. 